# ジャスパー・テューダー (ベッドフォード公)
ベッドフォード公ジャスパー・テューダー（Jasper Tudor, 1st Duke of Bedford, KG, 1431年頃 - 1495年12月21日（26日?））は、イングランドの王族・軍人。オウエン・テューダーと王太后キャサリン・オブ・ヴァロワ（ヘンリー5世の未亡人）の次男でリッチモンド伯エドマンド・テューダーは兄、ランカスター朝最後の国王ヘンリー6世は異父兄、テューダー朝の開祖ヘンリー7世は甥に当たる。
一貫してランカスター派に属してイングランド西部を拠点にヨーク派と戦い、一時亡命を強いられたが抵抗を続け、1485年のヘンリー7世のイングランド王即位に貢献した立役者である。

## 生涯
幼少期は兄共々国王ヘンリー6世の寵臣であるサフォーク伯ウィリアム・ド・ラ・ポールの姉妹でバーキング女子修道院長キャサリン・ド・ラ・ポールに引き取られ、成長するとヘンリー6世の異父弟として1452年にペンブルック伯に叙せられた（兄もリッチモンド伯に叙爵）。不確実ではあるが彼らは合法的な「元王妃の子」であるため、ヘンリー6世の庇護の下で王族としての特典を享受し、薔薇戦争ではヘンリー6世を助けてヨーク派と戦うことになる。1455年の第一次セント・オールバンズの戦いにランカスター派として参戦、西部のウェールズを抑え王妃マーガレット・オブ・アンジューと結託してヨーク派と対立した。
ジャスパーはマーガレットと連絡を取り続け、1460年のノーサンプトンの戦いでヘンリー6世をヨーク派に捕らえられたマーガレットをウェールズに匿った。彼女はヨーク派に奪われた息子のエドワード王太子の王位継承権を取り戻そうと躍起になっており、マーガレットと同盟することでデンビ城（Denbigh Castle）を手に入れた。1461年にウェールズで待機して軍勢を集め、アイルランドから駆け付けたウィルトシャー伯ジェームズ・バトラーの援軍と合流して進軍、マーガレットとの合流を図った所にヨーク派のマーチ伯エドワード（後のエドワード4世）の軍と2月にモーティマーズ・クロスの戦いで衝突して敗北、ジャスパーはウィルトシャー伯と共に落ち延びたが、父はヨーク派に捕らえられ処刑された。
敗れても再起を図りウェールズで抵抗したが、10月16日にトゥト・ヒルの戦いに敗れスコットランドへ逃亡、亡き兄の子で養育していた甥のリッチモンド伯ヘンリー（後のヘンリー7世）を捕虜に取られ、保護がウィリアム・ハーバートに移された。ウェールズはハーバートにあらかた制圧され、1462年にスコットランドでもヨーク派に追われ大陸へ亡命した。フランス王ルイ11世の支援で1468年7月にウェールズに戻り再蜂起したが即座に鎮圧されまたも逃亡、8月のハーレフ城陥落でウェールズはヨーク派に平定された上、ペンブルック伯位もハーバートに移されてしまった。
1470年にヨーク派が分裂、ウォリック伯リチャード・ネヴィルがエドワード4世に背きランカスター派に味方すると、ジャスパーは他の貴族達と共に9月に艦隊へ乗り込みイングランドへ上陸、エドワード4世が追放されヘンリー6世の復位でランカスター派政権が復活すると失ったペンブルック伯位に再叙爵され、人質だったヘンリーも取り戻した。しかしそれも束の間、翌1471年のエドワード4世の復権によってウォリック伯がバーネットの戦いで、エドワード王太子がテュークスベリーの戦いで敗死、マーガレットも捕虜になりランカスター派が壊滅する中、ジャスパーはまだ10代のヘンリーを連れて再びフランスへ逃れた。
やがてヘンリーと共にブルターニュのヴァンヌへ移り、亡命から14年後の1485年8月7日にウェールズへ上陸、8月22日のボズワースの戦いでリチャード3世を討ち取りヘンリーがヘンリー7世として即位、テューダー朝が開かれた。ヘンリーがボズワースの戦いで戦闘経験豊かなリチャード3世を破るほどの戦術的知識を得ることができたのは、ジャスパーのおかげであった。テューダー朝の下でジャスパーはガーター勲章を含む全ての称号を回復され、ベッドフォード公に列せられた。
以後はオックスフォード伯ジョン・ド・ヴィアー、ダービー伯トマス・スタンリーらと共に残存勢力の排除に努め、1486年にリチャード3世の側近だったフランシス・ラヴェルの反乱を平定、1487年のストーク・フィールドの戦いで王位僭称者ランバート・シムネルを擁立するリンカーン伯ジョン・ド・ラ・ポールを討ち取った。ヘンリー7世からは厚遇されアイルランド総督とウェールズの王領の城と荘園の管理を任され、1488年にはカーディフ城（Cardiff Castle）を所有しウェールズの地方統治も委ねられ、ウェールズにおける勢力を拡大した。ただし、代わりに中央政治との関わりを絶たれ、ヘンリー7世は中小貴族やジェントリを主とした官僚を使い政治を動かす体制を整えていった。
1495年12月に死去、サマセットのケインシャム修道院（Keynsham Abbey）に埋葬された。嫡子が無かったため、領土と爵位は王家に没収された。

## 家族
1485年11月7日にキャサリン・ウッドヴィル（1458年 - 1509年）と結婚した。キャサリンは初代リヴァーズ伯リチャード・ウッドヴィルとジャケッタ・オブ・ラクセンバーグ（ベッドフォード公ジョン・オブ・ランカスターの未亡人）の娘であり、エドワード4世妃エリザベス・ウッドヴィル、第2代リヴァーズ伯アンソニー・ウッドヴィル、第3代リヴァーズ伯リチャード・ウッドヴィルの妹であった。また、キャサリンは第2代バッキンガム公ヘンリー・スタフォードの未亡人でもあった。
2人の間には1490年頃に死産だった子がいたと推測されている。キャサリンはジャスパーの死後にキンボルトン城のリチャード・ウィンフィールドと結婚した。
伝えられるところによれば、ジャスパーには2人の私生児がいた。
- ヘレン・テューダー（Helen Tudor, 1459年頃 - ?） - 布商人ウィリアム・ガーディナー（William Gardiner）あるいはジョン・ガーディナー（John Gardiner）の妻であり、ウィンチェスター司教（英語版）スティーブン・ガーディナーの母親[1]。
- ジョウン・テューダー（Joan Tudor） - ウィリアム・アプ・エバン（William ap Yevan）の妻で、モーガン・アプ・ウィリアムス（Morgan ap Williams）の母と伝えられる。モーガンは後にキャサリン・クロムウェル（Catherine Cromwell, テューダー朝の政治家トマス・クロムウェル（Thomas Cromwell）の姉）と結婚する。彼らの4代目の子孫がオリバー・クロムウェルである。